# Guitar Hero: Van Halen

Guitar Hero: Van Halen är ett spel i Guitar Hero-serien Med Van Halen inkluderat bidrog sammanlagt 20 band och artister med låtar till spelet. Van Halen blev det tredje bandet som fick ett eget spel i serien efter Guitar Hero: Aerosmith (släppt juni 2008) och Guitar Hero: Metallica (släppt 22 maj 2009). I USA kom spelet ut i december 2009, medan det i övriga världen lanserades i februari 2010.

## Låtar
- "Ain't Talkin Bout Love"
- "And the Cradle Will Rock"
- "Atomic Punk"
- "Beautiful Girls"
- "Cathedral" (solo)
- "Dance the Night Away"
- "Eruption" (solo)
- "Everybody Wants Some"
- "Feel Your Love Tonight"
- "Hang ‘Em High"
- "Hear About It Later"
- "Hot for Teacher"
- "Ice Cream Man"
- "I'm The One"
- "Jamie's Cryin"
- "Jump"
- "Little Guitars"
- "Loss of Control"
- "Mean Street"
- "Panama"
- "Pretty Woman"
- "Romeo Delight"
- "Running With the Devil"
- "So This Is Love"
- "Somebody Get Me a Doctor"
- "Spanish Fly" (solo)
- "Unchained"
- "You Really Got Me"

## Låtar av andra artister
- Other In-Game Tracks
- Alter Bridge - "Come to Life"
- Billy Idol - "White Wedding"
- blink-182 - "First Date"
- Deep Purple - "Space Truckin"
- Foo Fighters - "Best of You"
- Foreigner - "Double Vision"
- Fountains of Wayne - "Stacy's Mom"
- Jimmy Eat World - "Pain"
- Judas Priest - "Painkiller"
- Killswitch Engage - "The End of Heartache"
- Lenny Kravitz - "Rock and Roll Is Dead"
- Queen - "I Want It All"
- Queens of the Stone Age - "Sick, Sick, Sick"
- Tenacious D - "Master Exploder"
- The Clash - "Safe European Home"
- The Offspring - "Pretty Fly for a White Guy"
- Third Eye Blind - "Semi-Charmed Life"
- Weezer - "Dope Nose"
- Yellowcard - "The Takedown"